# Filotex (equipo ciclista)

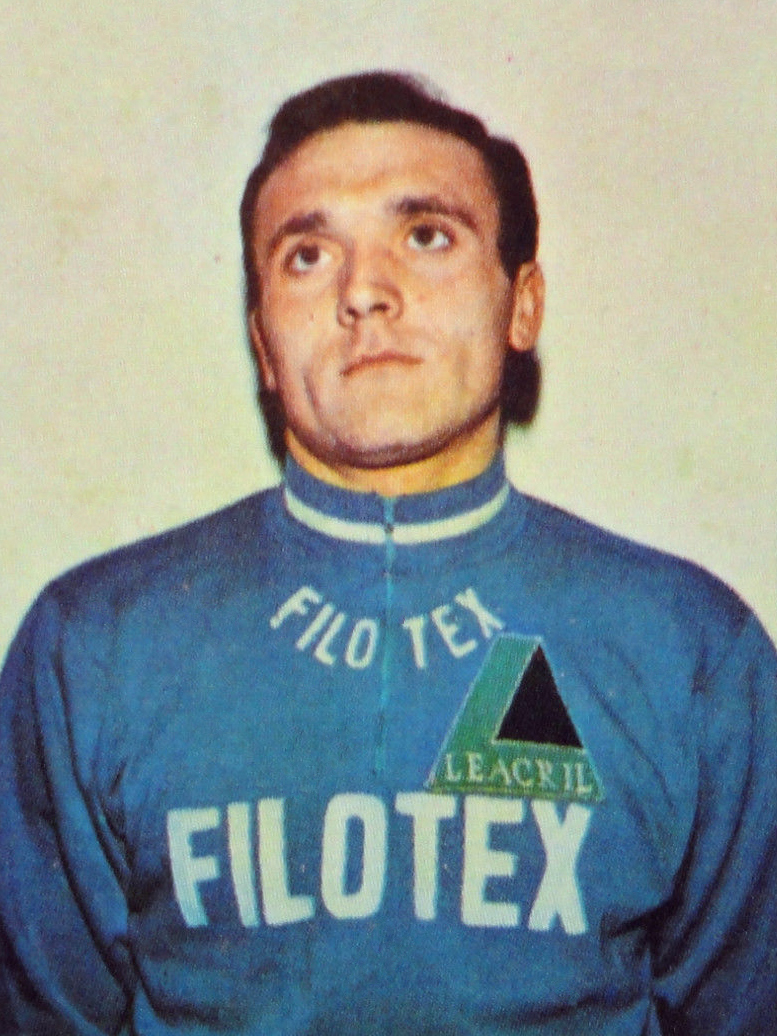
Ugo Colombo

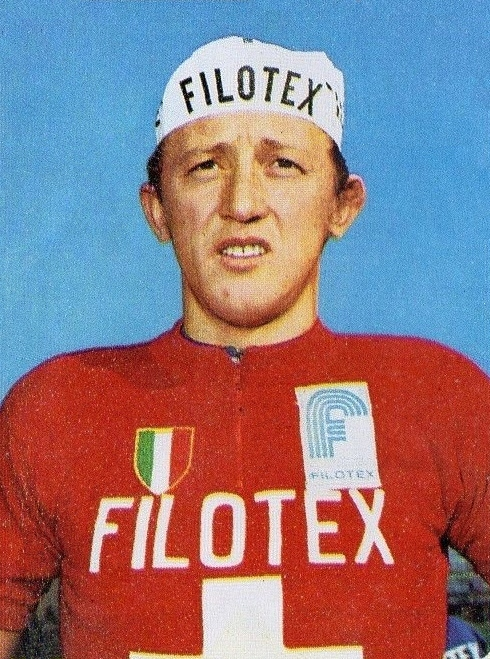
Josef Fuchs

El equipo Filotex, conocido anteriormente como Springoil y posteriormente como Sanson, fue un equipo ciclista italiano, de ciclismo en ruta que compitió entre 1963 a 1980.

## Corredor mejor clasificado en las Grandes Vueltas
| Año  | Giro de Italia         | Tour de Francia       | Vuelta a España |
| ---- | ---------------------- | --------------------- | --------------- |
| 1963 | 28.º Franco Bitossi    | -                     | -               |
| 1964 | 10.º Franco Bitossi    | -                     | -               |
| 1965 | 7.º Franco Bitossi     | -                     | -               |
| 1966 | 8.º Franco Bitossi     | 5.º Marcello Mugnaini | -               |
| 1967 | 14.º Marcello Mugnaini | -                     | -               |
| 1968 | 4.º Italo Zilioli      | -                     | -               |
| 1969 | 3.º Italo Zilioli      | -                     | -               |
| 1970 | 7.º Franco Bitossi     | -                     | -               |
| 1971 | 3.º Ugo Colombo        | -                     | -               |
| 1972 | 13.º Marcello Bergamo  | -                     | -               |
| 1973 | 15.º Francesco Moser   | -                     | -               |
| 1974 | 7.º Francesco Moser    | -                     | -               |
| 1975 | -                      | 7.º Francesco Moser   | -               |
| 1976 | 4.º Francesco Moser    | -                     | -               |
| 1977 | 2.º Francesco Moser    | -                     | -               |
| 1978 | 3.º Francesco Moser    | -                     | -               |
| 1979 | 2.º Francesco Moser    | -                     | -               |
| 1980 | 21.º Ronald De Witte   | -                     | -               |

## Principales resultados
- Vuelta a Suiza: Franco Bitossi (1965)
- Campeonato de Zúrich: Franco Bitossi (1965, 1968), Francesco Moser (1977)
- Tirreno-Adriático: Franco Bitossi (1967), Francesco Moser (1980)
- Giro de Lombardía: Franco Bitossi (1967, 1970), Francesco Moser (1975, 1978)
- Giro del Veneto: Alberto Della Torre (1968), Franco Bitossi (1970), Francesco Moser (1979), Carmelo Barone (1980)
- Giro de Toscana: Franco Bitossi (1968), Giorgio Favaro (1969), Josef Fuchs (1972), Francesco Moser (1974, 1976, 1977)
- Volta a Cataluña: Franco Bitossi (1970), Francesco Moser (1978)
- Giro de Emilia: Franco Bitossi (1970), Francesco Moser (1974, 1979), Mario Beccia (1977)
- París-Tours: Francesco Moser (1974)
- Gran Premio de Midi Libre: Francesco Moser (1975), Claudio Bortolotto (1978)
- Flecha Valona: Francesco Moser (1977)
- París-Roubaix: Francesco Moser (1978, 1979, 1980)
- Milán-San Remo: Roger De Vlaeminck (1978)
- Gante-Wevelgem: Francesco Moser (1979)
- Vuelta a Alemania: Gregor Braun (1980)

### A las grandes vueltas
- Giro de Italia
  - 17 participaciones (1963, 1964, 1965, 1966, 1967, 1968, 1969, 1970, 1971, 1972, 1973, 1974, 1976, 1977, 1978, 1979, 1980)

- - 43 victorias de etapa:
    - 4 el 1964: Franco Bitossi (4)
    - 3 el 1965: Guido Carlesi (2), Franco Bitossi
    - 2 el 1966: Franco Bitossi (2)
    - 2 el 1967: Franco Bitossi, Marcello Mugnaini
    - 3 el 1968: Franco Bitossi (2), Italo Zilioli
    - 4 el 1969: Franco Bitossi (2), Ugo Colombo, Italo Zilioli
    - 4 el 1970: Franco Bitossi (4)
    - 1 el 1971: Franco Bitossi
    - 1 el 1972: Ugo Colombo
    - 1 el 1973: Francesco Moser
    - 1 el 1974: Ugo Colombo
    - 4 el 1976: Francesco Moser (3), Sigfrido Fontanelli
    - 2 el 1977: Mario Beccia, Claudio Bortolotto
    - 4 el 1978: Francesco Moser (4)
    - 4 el 1979: Francesco Moser (3), Claudio Bortolotto
    - 2 el 1980: Francesco Moser, Carmelo Barone

  - 0 clasificación finales:
  - 10 clasificaciones secundarias:
    - Gran Premio de la montaña: Franco Bitossi (1964, 1965, 1966), Claudio Bortolotto (1979)
    - Clasificación por puntos: Franco Bitossi (1969, 1970), Francesco Moser (1976, 1977, 1978)
    - Clasificación de los jóvenes: Mario Beccia (1977)

- Tour de Francia
  - 2 participaciones ((1966, 1975), )
  - 5 victorias de etapa:
    - 3 el 1966: Franco Bitossi (2), Marcello Mugnaini
    - 2 el 1975: Francesco Moser (2)

  - 1 clasificaciones secundarias:
    - Clasificación de los jóvenes: Francesco Moser (1975)

- Vuelta a España
  - 0 participaciones